# Grêmio Desportivo Cultural Santos Dumont
O Grêmio Desportivo Cultural Santos Dumont é um clube brasileiro de futebol, sediado na cidade de Aracaju, capital do estado de Sergipe. Foi fundado em 2000 para a disputa de competições de futebol feminino, tendo conquistado o estadual em três oportunidades.

## Títulos
Campeão Invicto

### Futebol Feminino
| ESTADUAIS | ESTADUAIS            | ESTADUAIS | ESTADUAIS         |
|           | Competição           | Títulos   | Temporadas        |
| --------- | -------------------- | --------- | ----------------- |
|           | Campeonato Sergipano | 3         | 2004, 2005 e 2019 |

## Temporadas

### Participações
|  | Participações em 2021 |

| Competição | Competição             | Temporadas | Melhor campanha     | Estreia | Última | P | R |
| Sergipe    | Sergipano Feminino     | 6          | Campeão (3 vezes)   | 2004    | 2019   |   | – |
| Brasil     | Brasileiro Feminino A2 | 2          | 29º colocado (2020) | 2020    | 2021   | – | – |

### Últimas dez temporadas
Legenda:
| Campeão. Vice-campeão. Eliminado na semifinal. | Rebaixado à divisão inferior. Campeão e promovido à divisão superior. Promovido à divisão superior. |

### Campanhas em competições nacionais
- Campeonato Brasileiro de Futebol Feminino - Série A2: 29º no (Brasileiro A2 de 2020)

### Retrospecto em competições nacionais
Última atualização: Série A2 de 2020.
| Competição | Competição | Temporadas | Títulos | Pts. | J  | V | E | D | GP | GC |
| ---------- | ---------- | ---------- | ------- | ---- | -- | - | - | - | -- | -- |
| Brasil     | Série A2   | 2          | –       | 3    | 10 | 1 | 0 | 9 | 7  | 55 |

Pts Pontos obtidos, J Jogos, V Vitórias, E Empates, D Derrotas, GP Gols Pró e GC Gols Contra